# Chí-kvadrát test
Chí-kvadrát test, chí kvadrátový test neboli χ2 test je v matematické statistice jakýkoli test statistické hypotézy, jehož testovací kritérium má za předpokladu platnosti nulové hypotézy rozdělení chí kvadrát. Často se chí-kvadrát testy objevují při testování hypotéz o diskrétních rozděleních, kdy se pracuje s četnostmi různých hodnot pozorovaných znaků. První chí-kvadrát test navrhl roku 1900 Karl Pearson. Testy chí-kvadrát obvykle vyžadují znát počet stupňů volnosti, který roste s počtem zkoumaných kategorií pozorovaných veličin, a spočívají v porovnání vypočítané testovacího kritéria s kritickou hodnotou (kvantilem) rozdělení chí kvadrát s tímto počtem stupňů volnosti: překročí-li napočítaná testovací statistika kritickou hodnotu, zamítneme nulovou hypotézu. V moderní praxi se ovšem testy obvykle počítají pomocí statistického počítačového programu, který přímo vypíše p-hodnotu, již interpretujeme stejně jako při každém jiném testu. Chí kvadrátové testy jsou často asymptotické, což znamená, že je lze používat až od jisté četnosti naměřených dat, jinak budou výsledky velmi nepřesné.
Nejčastěji používané chí kvadrátové testy jsou:
- Pearsonův test dobré shody, který testuje, zda empiricky naměřené četnosti realizací nějakého multinomického rozdělení odpovídají hypotéze o tomto rozložení. Ta se vyjadřuje pravděpodobnostmi výskytů jednotlivých hodnot. Klasický příklad je testování toho, zda hrací kostka hází všechna čísla 1 až 6 se stejnou pravděpodobností.
- Test nezávislosti dvou diskrétních znaků. Vychází se z kontingenční tabulky těchto znaků, tedy obdélníkové nebo čtvercové tabulky četností jednotlivých kombinací výskytu hodnot znaků. Nulová hypotéza říká, že obě veličiny jsou na sobě statisticky nezávislé. Příklad může být test na datech sociologického výzkumu, kdy nás zajímá, zda kraj respondenta (14 možností) souvisí s tím, zda volí pravici, levici nebo nepřijde k volbám vůbec (3 možnosti). Počet stupňů volnosti je součin rozměrů tabulky zmenšených o jednu, tedy zde (14 – 1) × (3 – 1) = 26.
- Test homogenity porovnává rozložení diskrétních veličin v dvou nebo více populacích a testuje, zda se toto rozložení populaci od populace neliší. Příkladem může být zkoumání vztahu pohlaví a rodinného stavu v rámci populací definovaných regiony Česka.